# Tłustosz dwubarwny

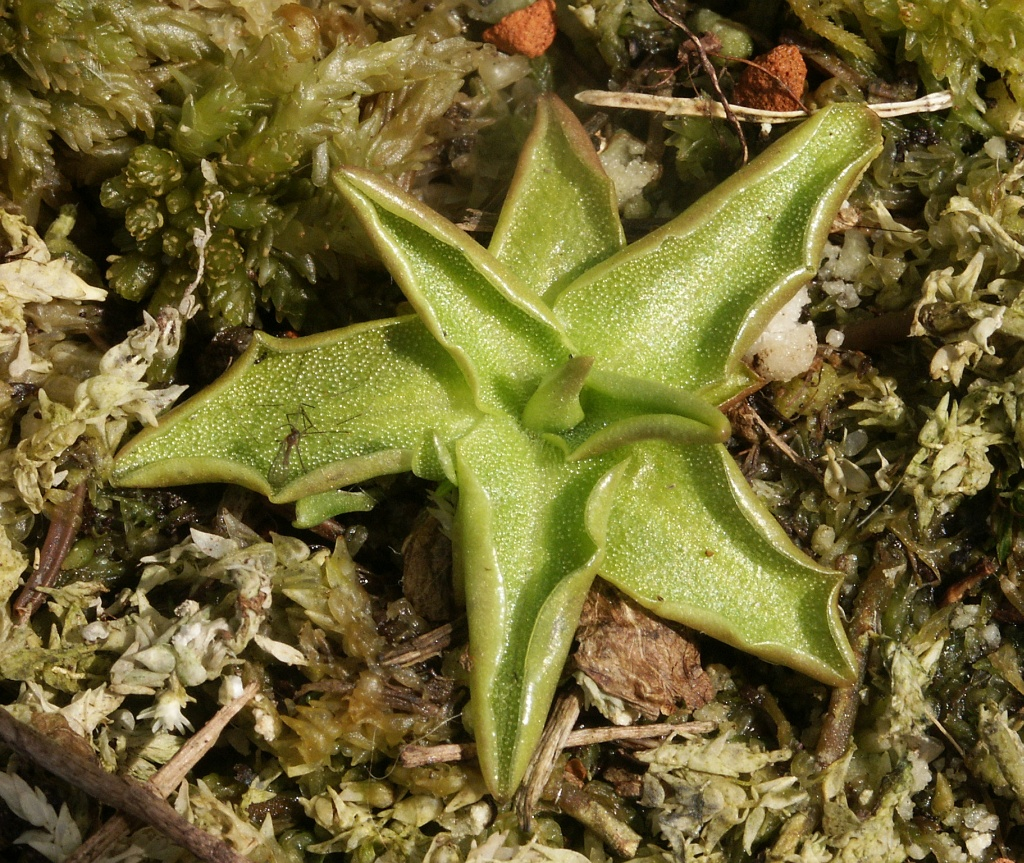
Różyczka liściowa

Tłustosz dwubarwny  (Pinguicula bicolor Woł.) – gatunek rośliny wieloletniej należący do rodziny pływaczowatych.

## Systematyka i nazewnictwo
Ujęcie  systematyczne tego taksonu jest niejednoznaczne. Polską nazwę tłustosz dwubarwny podaje Władysław Szafer w kluczu Rośliny polskie. Również The Plant List potwierdza  status tego taksonu jako gatunku. Jednak według Krytycznej listy roślin naczyniowych Polski jest to tylko podgatunek tłustosza pospolitego  i ma polską nazwę tłustosz pospolity dwubarwny Pinguicula vulgaris subsp. bicolor Á. Löve & D. Löve.

## Rozmieszczenie geograficzne
Znane jest jego występowanie głównie w Polsce.  Poza Polską podano tylko kilka stanowisk na Ukrainie (na zboczach góry Popa Iwana, w okolicach Lwowa i Złoczowa, oraz kilka stanowisk na Litwie w okolicach Wilna. W Polsce do 2008 r. podano około 30 stanowisk. Znajdują się ona na Wyżynie Krakowsko-Częstochowskiej, Wyżynie Lubelskiej, Ziemi Lubuskiej i w Karpatach. W Karpatach obecnie znane jest tylko jedno stanowisko w Beskidzie Niskim w miejscowości Czarne koło Radocyny, na dwóch dawniej podanych stanowiskach w Gorcach gatunek ten zaginął.

## Morfologia
PokrójRoślina o wysokości 10–25 cm. Z różyczki liściowej o średnicy 4–12 cm wyrastają bezlistne głąbiki z kwiatami.
LiścieWyłącznie w przyziemnej różyczce składającej się zazwyczaj 5 liści, rzadziej więcej (do 10). Są krótkoogonkowe, jasnozielone, mięsiste, całobrzegie, mają jajowaty lub podługowaty kształt. Mają długość do 2,5 cm i szerokość 0,5 cm. Pokryte są dwoma rodzajami włosków. Są to osadzone na długich trzonkach włoski chwytne, oraz niemal siedzące włoski gruczołowe.
KwiatyWyrastają z różyczki liściowej na niezbyt gęsto ogruczolonych głąbikach o wysokości 5–15 cm. Z jednej różyczki wyrasta 1–4, rzadziej więcej głąbików z kwiatami na szczycie. Są to kwiaty grzbieciste o dwuwargowym kielichu. Górna warga kielicha  jest rozcięta więcej niż do połowy swojej długości, dolna jest dwułatkowa. Korona ma długość 13–21 mm i posiada dwuwargową ostrogę o białych płatkach, ale niebieskofioletowej rurce. Ostroga również jest niebieskofioletowa. Wewnątrz korony pojedynczy słupek z bardzo pękatą zalążnią i dwoma różowymi, spiralnie zakręcającymi się znamionami, oraz dwa pręciki.
OwocPodłużnie jajowata torebka o długości 4,5–5,5 mm i szerokości 2,5–4 mm. Pęka dwoma szczelinami.
Gatunek podobnyTłustosz pospolity odróżnia się głównie budową kwiatów i szypułek. Jego szypułki są silniej ogruczolone, korona kwiatów jest cała niebieskofioletowa, co najwyżej ma białe łatki. Górna warga rozcięta jest nie więcej niż do 1/3 długości. Występuje dużo częściej niż tłustosz dwubarwny.

## Biologia i ekologia
RozwójHemikryptofit. Kwitnie od maja do czerwca. Rozmnaża się generatywnie przez nasiona, oraz wegetatywnie. Pod koniec sezonu wegetacyjnego różyczka liściowa stopniowo obumiera, roślina natomiast wytwarza  przetrwalnikowe hibernaculum. Jest to pąk otoczony ściśle przylegającymi do siebie łuskami i zawierający w środku zalążki młodych liści i stożek wzrostu. Wiosną tworzą się z niego ramety. Tłustosz dwubarwny jest rośliną mięsożerną. Posiada, tak jak innych gatunków tego rodzaju, posiadają dwa rodzaje gruczołów: osadzone na trzoneczkach i wydzielające lepki śluz, oraz osadzone na liściu i wydzielające enzymy trawienne. Do śluzu przylepiają się siadające na liściach nieduże owady. Wówczas liście powoli zaginają się do środka, a enzymy trawią ciała owadów. Strawione składniki wchłaniane są przez liść, który po kilku dniach powoli rozprostowuje się. Roślina normalnie przeprowadza fotosyntezę, dzięki czemu jest w pełni autotroficzna. Owadożerność umożliwia jej jedynie uzupełnianie azotu, którego zwykle brak na ubogich glebach, na których rośnie.
SiedliskoNa niżu występuje wśród turzyc, oraz na łąkach trzęślicowych w zespole Molinietum caeruleae. Na jedynym stanowisku w Karpatach rośnie w eutrofucznej młace górskiej w zespole roślinności Valeriano-Caricetum flavae.
Genetyka i zmiennośćLiczba chromosomów 2n = 64.

## Zagrożenia i ochrona
Roślina objęta w Polsce ścisłą ochroną. Największym zagrożeniem jest obniżanie się na jej siedliskach poziomu wód gruntowych. Sprzyja to rozwojowi drzew i krzewów zagłuszających niewielkiego tłustosza. Umieszczona na polskiej czerwonej liście w kategorii EN (zagrożony).